# Evangelische Kirche (Leutershausen)

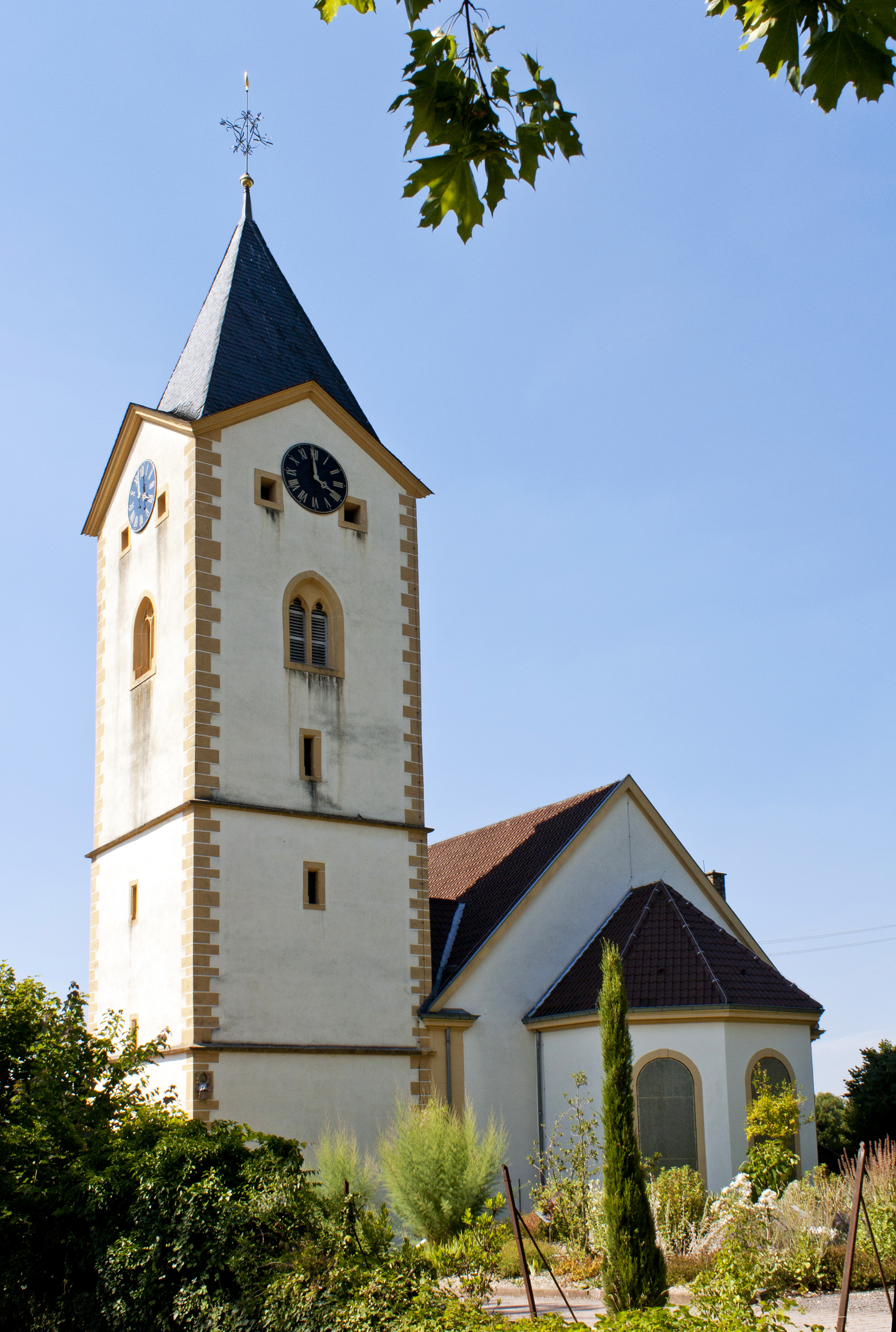
Evangelische Kirche

Die Evangelische Kirche in Leutershausen, einem Ortsteil von Hirschberg an der Bergstraße im Rhein-Neckar-Kreis im Nordwesten Baden-Württembergs, wurde im 18. Jahrhundert erbaut. Der Turm stammt aus dem 14. Jahrhundert.

## Geschichte
Bereits im Jahr 877 wurde eine Kirche in Leutershausen erwähnt. Urkundlich wurde festgehalten, dass Graf Liuther die „basilica“ dem Kloster Lorsch schenkte. Wahrscheinlich gehörte der Ort zunächst zur Pfarrei von Hohensachsen, bis eine eigene Pfarrei eingerichtet wurde. Im Mittelalter gehörten als Filialen Heiligkreuz, Rittenweier, Rippenweier, Oberflockenbach, Steinklingen, Wünschmichelbach, Ursenbach und ein Teil von Großsachsen zur Leutershausener Pfarrei. Das Recht zur Ernennung des Pfarrers lag beim Erzbistum Mainz, dem Nachfolger des Klosters Lorsch, bis es 1484 auf das Wormser Domkapitel überging. 1550 wurde der Kirchensatz an die Herren von Hirschberg verkauft.
Im Wormser Synodale von 1494 wurde erstmals das Patrozinium Johannes der Täufer genannt. 1556 führte Kurfürst Ottheinrich die Reformation in der Kurpfalz ein und auch den häufigen Konfessionswechseln danach musste die Gemeinde folgen. Der katholische Kurfürst Johann Wilhelm verfügte 1698 die Simultannutzung der Kirche durch Reformierte und Katholiken. Bei der Pfälzischen Kirchenteilung 1705 fiel die Kirche in Leutershausen zwar den Reformierten zu, aber der Pfarrer schloss einen Vertrag mit dem Grafen von Wiser der den Katholiken weiterhin den abgetrennten Chor überließ, bis sie ihre eigene Kirche bauten.
1777 wurde die baufällige Kirche bis auf den Turm abgerissen. Die Pläne für den Neubau stammten wohl von Franz Wilhelm Rabaliatti. Am 22. Juni 1783 wurde der erste Gottesdienst in der neuen Kirche gefeiert. 1811/12 erhielt der Kirchturm das heutige Dach, nachdem die alte, gotische Spitze bereits 1756 bei einem starken Sturm herabgefallen war. Streitigkeiten gab es noch länger um den Chor, den die Katholiken beanspruchten. Erst 1814 erwarb die reformierte Gemeinde den Platz. Der heutige Chor wurde 1897/98 nach den Plänen von Hermann Behaghel angebaut. 1935, 1973 und 1994/95 wurde die Kirche renoviert.

## Beschreibung

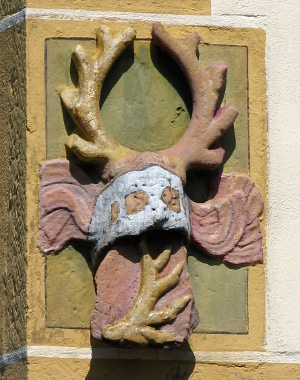
Wappen der Hirschberger am Turm

Die Kirche steht am Berghang hoch über Leutershausen. Das mit einem Satteldach bedeckte Langhaus besitzt drei Fensterachsen. Im Osten schließt sich der Chor mit 5/8-Schluss an. An zwei Ecken des Kirchturms sind aus Sandstein gehauene Wappen der Hirschberger angebracht. Neben der Kirche befindet sich ein Bibelgarten.
Decke, Chorfenster, Empore und Ausstattung des Innenraums stammen aus der Zeit des Umbaus von 1898. Die drei Fenster im Chor stellen den Apostel Paulus, die Auferstehung Jesu und Martin Luther dar. Auf der Empore befindet sich an der Turmmauer ein Steinrelief, das die Hand Gottes darstellt.

## Orgel
Die Orgel wurde 1898 von den Gebrüdern Link erbaut. Das Kegelladen-Instrument hat 16 Register auf zwei Manualen und Pedal und 783 Pfeifen. Die Spiel- und Registertrakturen sind pneumatisch.
| I Hauptwerk C–f3 |                  |       |
| 1.               | Lieblich Gedeckt | 16′   |
| 2.               | Principal        | 8′    |
| 3.               | Flöte            | 8′    |
| 4.               | Gamba            | 8′    |
| 5.               | Salicional       | 8′    |
| 6.               | Octav            | 4′    |
| 7.               | Rohrflöte        | 4′    |
| 8.               | Mixtur           | 2 ⁄3′ |

| II Hinterwerk C–f3 |                 |    |
| 9.                 | Geigenprincipal | 8′ |
| 10.                | Gedeckt         | 8′ |
| 11.                | Dolce           | 8′ |
| 12.                | Hohlflöte       | 4′ |
| 13.                | Fugara          | 4′ |

| Pedal C–d1 |           |     |
| 14.        | Violon    | 16′ |
| 15.        | Subbass   | 16′ |
| 16.        | Octavbass | 8′  |

- Koppeln: II/I, I/P, II/P

## Glocken
1812 wurden drei Glocken von Barthels in Frankfurt gegossen. Zwei davon mussten im Ersten Weltkrieg abgeliefert werden. Die als Ersatz gekauften Glocken mussten dann im Zweiten Weltkrieg abgegeben werden. 1950 wurden vier neue Glocken bei Bachert (Bad Friedrichshall) beschafft. Das Geläut ist mit der katholischen Kirche abgestimmt. Die erhalten gebliebene Barthels-Glocke von 1812 dient als Totenglocke und wird nur solistisch und von Hand geläutet.
| Glocke | Name        | Symbol                       | Inschrift                                                                                       | Gewicht | Schlagton |
| ------ | ----------- | ---------------------------- | ----------------------------------------------------------------------------------------------- | ------- | --------- |
| 1      | Weihnachten | Stern über der Krippe        | Also hat Gott die Welt geliebt, daß er seinen eingeborenen Sohn gab. Ehre sei Gott in der Höhe! | 1420 kg | d′        |
| 2      | Karfreitag  | Golgatha und die drei Kreuze | All Sünden hast Du getragen, sonst müßten wir verzagen.                                         | 850 kg  | f′        |
| 3      | Ostern      | Das geöffnete Grab           | Der Herr ist auferstanden, er ist wahrhaftig auferstanden.                                      | 610 kg  | g′        |
| 4      | Pfingsten   | Taube                        | Komm heiliger Geist, Herre Gott. / O Land, Land, Land höre des Herrn Wort.                      | 420 kg  | a′        |
| –      | Alte Glocke |                              | 1812 gos mich Gebrüder Barthels in Frankfurt am Mayn.                                           | 720 kg  | fis′      |